# Cristina Plevani
Cristina Plevani (Iseo, 17 giugno 1972) è un personaggio televisivo e conduttrice radiofonica italiana.

## Biografia

### IlGrande Fratello
Soprannominata "cenerentola triste" all'interno della casa-bunker di Cinecittà, ha avuto nel corso del reality una breve relazione con il coinquilino Pietro Taricone. La relazione procurò un certo scandalo, con relativo clamore mediatico, quando i due ebbero un rapporto sessuale (supposto, in quanto erano nascosti dalle tende di una finestra, ma da loro successivamente confermato) ripreso dalla diretta della pay TV Stream e poi riproposto da varie trasmissioni, all'alba del quinto giorno di permanenza. La ragazza, rimasta 100 giorni nella casa, ha vinto, grazie al televoto, con il 60% dei voti, 250 milioni di lire (circa 130000 €), battendo in finale gli altri due concorrenti superstiti, Salvo Veneziano (classificatosi secondo) e Pietro Taricone (classificatosi terzo).

### Attività successive
Dopo la vittoria, è stata ospite di numerose trasmissioni Mediaset, in particolare Buona Domenica condotta da Maurizio Costanzo, della quale è stata ospite fissa per diverse edizioni. Nel 2001 ha condotto la rubrica Tutto questo è Beautiful, insieme a un altro concorrente del Grande Fratello 1, Rocco Casalino. In questi anni ha esordito come attrice di fotoromanzi per Grand Hotel e posato per la rivista Max. Ha condotto vari programmi radiofonici su RTL 102.5 e successivamente su LikeRadio Music&Passion.
Nella prima metà degli anni 2000 ha sfilato per lo stilista Lorenzo Riva nella suggestiva cornice di piazza di Spagna a Roma. Ha inoltre inciso una cover del brano Ma che freddo fa di Nada. È stata inviata di Verissimo al Festival di Sanremo 2001, accanto a Enrico Silvestrin. Dal 2001 per diversi anni ha curato una rubrica sul settimanale Visto. Nel 2004 ha partecipato alla trasmissione di Maria De Filippi Uomini e donne nel ruolo di tronista e al talk show Reality Talk su Sky. Nel 2010 ha collaborato con la web TV GolplayTV conducendo interviste in svariati locali del nord Italia. Negli anni successivi è ospite ricorrente in trasmissioni sia Rai che Mediaset, tra le tante si ricordano Agorà, Mattino Cinque, Domenica Live, Live - Non è la d'Urso, Pomeriggio Cinque, TV Talk. Attualmente è istruttrice FIN di primo e secondo livello, di fitness e hydro bike nel bresciano.
Nell’aprile 2025 viene confermata come naufraga ufficiale de L'isola dei famosi, diciannovesima edizione e vince l'edizione, dopo venticinque anni dalla sua vittoria al Grande Fratello, riuscendo così a completare la storica "doppietta" Grande Fratello - Isola dei famosi, risultato condiviso con il solo Walter Nudo che la completò nel 2018.

## Programmi televisivi
- Grande Fratello (Canale 5, 2000) - concorrente, vincitrice
- Tutto questo è Beautiful (Canale 5, 2001)
- Verissimo (Canale 5, 2001) - inviata
- Uomini e donne (Canale 5, 2004) - tronista
- Reality Talk (Sky, 2004)
- L'isola dei famosi (Canale 5, 2025) - concorrente, vincitrice